# Hourquette de Chermentas
Pour les articles homonymes, voir Hourquette.
La hourquette de Chermentas est un col de montagne pédestre des Pyrénées à 2 439 mètres d'altitude, dans la vallée d'Aure, dans le département français des Hautes-Pyrénées en Occitanie.
Il relie le vallon de Badet à l’ouest, à la vallée de la Géla.

## Toponymie
Hourquette est un nom féminin gascon /hurketɵ/, dérivé de hourque « fourche », du latin furca. L'idée de fourche est un passage en « V », en principe plus resserré qu'un col et moins marqué qu'une brèche.

## Géographie
La hourquette de Chermentas est située entre le pic du Piau (2 696 m) au nord et le pic de la Géla (2 851 m) au sud. Elle surplombe le lac de Badet à l’ouest.

## Protection environnementale
Le col est situé dans le parc national des Pyrénées et fait partie d'une zone naturelle protégée, classée ZNIEFF de type 1 : haute vallée d'Aure en rive droite, de Barroude au col d'Azet.

## Voies d'accès
Le versant ouest est accessible depuis le parking supérieur de la station de Piau-Engaly, suivre l'itinéraire du lac de Badet.
Sur le versant est, depuis le parking supérieur de la station de Piau-Engaly, suivre l'itinéraire du lac de Badet.